# Вальтер Папе
Вальтер Папе (нім. Walter Pape; 20 лютого 1888 — 18 квітня 1945) — німецький військовий ветеринар, доктор ветеринарії, генерал-майор ветеринарної служби вермахту.

## Нагороди
- Залізний хрест 2-го і 1-го класу
- Хрест «За військові заслуги» (Брауншвейг) 2-го класу з бойовою відзнакою
- Почесний хрест ветерана війни з мечами (1934)
- Медаль «За вислугу років у Вермахті» 4-го, 3-го, 2-го і 1-го класу (25 років; 2 жовтня 1936) — отримав 4 нагороди одночасно.
- Хрест Воєнних заслуг 2-го і 1-го класу з мечами